# 三山两塔
三山两塔（平話字：Săng săng lâng ták），是福州的地标，诸景点皆在福州古城墙内，“城在山之中，山在城之中”是福州城市独具的风景，福州也因此又名三山。
- 三山：乌山、于山、屏山
- 两塔：乌塔、白塔

## 相关
内三山、外三山
- 内三山：屏山、于山、乌山
- 外三山：鼓山、旗山、莲花山

三山现，三山藏，三山看不见
- 三山现：屏山、于山、乌山
- 三山藏：罗山、芝山、丁戊山[1]；或 灵山、钟山、玉尺山[2]
- 三山看不见：灵山、钟山、玉尺山[1]；或 龙山、芝山、钟山[2]